# Shirley Clarke
Shirley Clarke (New York, 2 oktober 1919  - Boston, 23 september 1997) was een Amerikaanse regisseuse die samen met een andere groep filmmakers wordt gezien als een van de grondleggers van de onafhankelijke film, maar ook bekendstond om de controverses over het gebruik van drugs, seks en geweld in haar films.

## Beginjaren
Clarke leerde film maken van Hans Richter op de universiteit van New York, wat ervoor zorgde dat ze vrij vroeg in haar carrière uitgebreide avant-gardefilms maakte. Haar debuut kwam in 1960 met de film Skyscrapers, een korte film over de wolkenkrabbers in New York. De film leverde haar een Oscar-nominatie op en gaf haar de financiële mogelijkheden om aan haar eerste lange speelfilm te werken.

## The Connection/The Cool World
Haar eerste lange film was The Connection in 1962. De film gaat over junkies die op zoek zijn naar hun dealer en werd goed ontvangen op verschillende festivals waaronder dat van Cannes. Ondanks dit alles wist de film niet door de Amerikaanse censuur te komen en werd hij nooit in eigen land vertoond. Haar eerstvolgende project was haar bekendste film The Cool World uit 1966. De film ging over bendes in Harlem maar kon ondanks lovende kritieken op festivals wederom niet door de censuur komen. Tegenwoordig zijn beide films culthits en zit The Cool World zelfs in de national registry.

## Documentaires
In de periode rondom The Connection en The Cool World maakte ze twee prijswinnende documentaires. In 1963 verscheen de film Robert Frost: A Lover's Quarrel With the World, het was de enige langspeelfilm van haar die een brede bioscooprelease kreeg  en won dat jaar nog de Oscar voor beste documentaire. Haar laatste lange film was The Portret Of Jason uit 1967, over een Afro-Amerikaanse homoseksueel. De film werd alleen op enkele festivals vertoond.

## Latere jaren en dood
In de jaren zeventig en tachtig zou ze nog vooral experimenteren met korte films. Midden jaren tachtig begon ze te lijden aan alzheimer, waardoor ze langzaam aftakelde en niet meer in staat was om nog films te maken. Een week voor haar 78e verjaardag overleed ze aan een beroerte.
- Bibliothèque nationale de France: cb14592744g (data)
- Gemeinsame Normdatei: 132712334
- International Standard Name Identifier: 0000 0001 1645 5999
- Library of Congress Control Number: n89103051
- Nationale Bibliotheek van Tsjechië: ola2002158978
- Nationale Bibliotheek van Israël: 987008606475405171
- Nederlandse Thesaurus van Auteursnamen: 314427821
- Réseau des bibliothèques de Suisse occidentale: 02-A013636755
- RKD-Nederlands Instituut voor Kunstgeschiedenis: 259386
- Istituto Centrale per il Catalogo Unico: USMV981331
- SNAC: w6pr7xk2
- Système universitaire de documentation: 109250249
- Union List of Artist Names: 500347065
- Virtual International Authority File: 54395818
- WorldCat: E39PBJy4cfkbw8dPChBwhRcgKd